# Juncus kraussii
Juncus kraussii là một loài thực vật có hoa trong họ Juncaceae. Loài này được Hochst. mô tả khoa học đầu tiên năm 1845.